# NGC 137
NGC 137 este o galaxie lenticulară situată în constelația Peștii. A fost descoperită în 23 noiembrie 1785 de către William Herschel. De asemenea, galaxia a fost observată încă în 3 octombrie 1864 o dată de către Heinrich d'Arrest.